# Rafa Galindo
Rafael Ernesto Galindo Oramas (Rafa Galindo; * 24. Oktober 1921 in La Victoria; † 25. Mai 2010 in Caracas), bekannt als El trovador de la radio, war ein venezolanischer Sänger.

## Leben
Galindo begann seine musikalische Laufbahn 1936 und hatte erste Erfolge mit Songs von Aldemaro Romero, Billo Frómeta, Chucho Sanoja, Ángel Briceño, Guillermo Castillo Bustamante und Renato Capriles. Er wurde Mitglied des Trío Antillano und wenig später des Orquesta de los Hermanos Rivas. Achtzehnjährig schloss er sich dem Orquesta Venezuelan Boys an, und sieben Jahre später erhielt er einen Vertrag von den Billo Caracas Boys, mit denen er bis 1946 zusammenarbeitete.
Er trat dann in Kolumbien im Nachtclub La Reina sowie kurze Zeit in Panama auf und schloss sich nach seiner Rückkehr nach Venezuela dem Orchester von Luis Alfonzo Larrain an. Daneben arbeitete er mit Musikern wie Graciela Naranjo und Manolo Monterrey zusammen. Er kehrte dann zu Billo Frómeta zurück und gründete 1960 mit Víctor Pérez das Orchester Sans Souci. 1963 holte ihn Renato Capriles in sein Orchester Los Melódicos, wo er mit Emilita Dago, Rafa Pérez und Manolo Monterrey auftrat.
1964 veröffentlichte das Orchester Los Melódicos zum fünfundzwanzigjährigen Bühnenjubiläum von Galindo und Monterrey ein Album mit Arrangements von Gilberto Martínez und Stelio Bosch Cabrujas. Später tourte er acht Jahre lang mit Pérez und einem sieben Mann starken Tanzorchester durch Venezuela. Dann beteiligte er sich an der Gründung des Orchesters La Tremenda mit der kolumbianischen Sängerin Doris Salas. Inn den 1980er Jahren nahm er als Solist an mehreren Bolero-Festivals teil.
Mit Auftritten bei den Sendern La voz de Philco, Radio Continente, Radio Caracas Radio, Estudios Universo, Radio mía, La voz de la esfera und Radiodifusora Venezuela in Programmen wie La Caravana York, La Caravana Camel, Variedades Esso und La Canción Palmolive spielte Galindo eine bedeutende Rolle in der Geschichte des venezolanischen Rundfunks als El trovador de la radio.